# Chuyến bay 883 của Aero Caribean
Chuyến bay số 883 của Aero Caribbean là một chuyến bay thường lệ từ Port-au-Prince, Haiti, đến La Habana, Cuba, thông qua Santiago de Cuba. Ngày 4 tháng 11 năm 2010, chiếc máy bay ATR-72-212, số đăng ký là CU-T1549,, đã rơi ở tỉnh miền trung Cuba Sancti Spíritus, làm tất cả 61 hành khách và 7 phi hành đoàn thiệt mạng. Cho đến ngày 5 tháng 11 năm 2010, đây là tai nại thảm khốc nhất liên quan đến máy bay ATR 72, và là tai nạn máy bay thứ ba ở Cuba.
Đây là một trong những chuyến bay cuối cùng rời thành phố Santiago de Cuba đến La Habana trước cơn bão Tomas dự kiến sẽ quét qua phía đông Cuba và bờ biển phía tây Haiti.

## Hành khách và phi hành đoàn
Danh sách nạn nhân theo quốc tịch
| Quốc tịch   | Phi hành đoàn | Hành khách | Tổng cộng |
| ----------- | ------------- | ---------- | --------- |
| Cuba        | 7             | 33         | 40        |
| Argentina   | -             | 10         | 10        |
| Mexico      | -             | 7          | 7         |
| Hà Lan      | -             | 3          | 3         |
| Úc          | -             | 2          | 2         |
| Pháp        | -             | 1          | 1         |
| Đức         | -             | 1          | 1         |
| Ý           | -             | 1          | 1         |
| Nhật        | -             | 1          | 1         |
| Tây Ban Nha | -             | 1          | 1         |
| Venezuela   | -             | 1          | 1         |
| Tổng        | 7             | 61         | 68        |